# Maják Sabin Point
Maják Sabin Point (anglicky Sabin Point Light) byl maják na řece Providence v okrese Providence ve státě Rhode Island v USA. V roce 1968 byl v rámci projektu rozšíření kanálu odstraněn.

## Historie
Maják byl postaven v roce 1872 k označení ohybu v plavebním kanálu jihozápadně od Sabin Point. Dům ve stylu druhého empíru byl postaven podle plánu Alberta R. Dowa, který zvítězil v soutěži sponzorované Lighthouse Service. Téměř identické majáky byly postaveny na Colchester Reef, Pomham Rocks, Esopus Meadows Light a Rose Island. Zpočátku měl strážce na starosti také maják, který byl v roce 1876 nahrazen majákem Bullock's Point Light.
Maják poměrně dobře přečkal hurikán v roce 1938. Vysoké vlny na řece Providence vážně poškodily vnitřní zařízení prvního patra. Manželka správce Annie Whitfordová byla třikrát vyplavena, ale podařilo se jí nejen přežít, ale i udržet maják v chodu i po bouři. Je zajímavé, že přes tato nebezpečí dvě z jejích tří dcer byly na majáku provdány, druhá za syna správce majáku Warwick.
V roce 1956 byl maják převeden na elektřinu a automatizován. V roce 1968 rozšíření plavebního kanálu vedlo přístavní úřad k nařízení k odstranění majáku, který byl spálen, a jeho základy srovnány se zemí. Maják byl nahrazen světlem na skupině pilířů zvaných delfín; v roce 1989 byl maják zrušen a nahrazen zařízením daybeacon.

## Popis
Dvoupatrový obytný dům pro strážce majáku byl postaven na půdorysu čtverce ze žuly a věž ze dřeva. V lucerně byla umístěna Fresnelova čočka 6. řádu. Světlo bylo umístěno ve výšce 11 m n. m. V roce 1899 byl k majáku umístěn mlhový zvon.

### Data
- Dosvit: 6,5 nm
- Charakteristika: FR
- ARLHS: USA-715
- USCG: 1-18455